# Huîtres chaudes au champagne
Les huîtres chaudes au champagne sont une recréation de la Nouvelle cuisine au cours des années 1970. Ce mets est aujourd'hui inscrit à la carte de restaurants gastronomiques.

## Historique
Les huîtres chaudes étaient connues en France avant la Révolution. Cette mode a été relancée par les cuisiniers adeptes de la nouvelle cuisine et s'est, au fil du temps, banalisée.

## Ingrédients
La réalisation de cette préparation nécessite huîtres, champagne brut, œuf et crème fraîche.

## Préparation
À l'eau des huîtres, il faut ajouter un peu de crème fraîche, du champagne et un jaune d'œuf. Après avoir fouetté le tout et fait chauffer sans bouillir,  la chair des huîtres est mise à pocher dans cette sauce.

## Accord mets/vin
Traditionnellement il est bu le même champagne brut qui a été utilisé pour la sauce. On peut aussi se contenter d'un coteaux-champenois.